# Саутендейк, Рене
Рене Саутендейк (нидерл. Renée Soutendijk, род. 21 мая 1957, Амстердам) — нидерландская актриса.
Гимнастка в юности, Сутендейк начала свою актёрскую карьеру в конце 1970-х годов. Она была любимой звездой фильмов режиссера Пола Верховена и, пожалуй, наиболее известна своей работой в его фильмах «Spetters» 1980 года и «Четвёртом мужчине» 1983 года. Её красивая внешность и яркие светлые волосы обеспечили ей статус голландского секс-символа 1980-х годов.
Сутендейк попыталась утвердиться в Соединенных Штатах в конце 1980-х и снялась в научно-фантастическом фильме «Канун разрушения» (1991). С 2000-х годов она сыграла ряд телевизионных и театральных ролей, а также одну из главных ролей в телесериале RTL 4 2012 года «Moordvrouw». У неё также были роли второго плана в американской драме «Идеальный мужчина» (2013) и в «Суспирии» Луки Гуаданьино (2018).

## Фильмография
- 2023 Сладкие мечты
- 2021 Семья Клауса 2
- 2020 Семья Клауса
- 2018 Суспирия
- 2018 Король Радбод
- 2015 Седьмой
- 2001-2023 Криминальный кроссворд: Лейпциг
- 2000 Анна Вундер
- 1999 Человек из группы «Альфа»: Самоубийство
- 1999 Человек из группы «Альфа»: Амок
- 1994 Опасный пациент
- 1993 Преданный
- 1991 Хранитель города — Вики Бенедетто
- 1991 Канун разрушений — доктор Ева Симмонс / Ева VIII
- 1989 Убийцы среди нас: история Симона Визенталя
- 1989 Секреты склепа — Айрис Норвуд
- 1989 Вынужденный марш
- 1988 Если ты где-нибудь есть
- 1987 Операция «Мадонна»
- 1986 Пётр Великий — Анна Монс
- 1986 Вторая победа
- 1985 Кафе-мороженое
- 1984 Комната страха
- 1984 Вниз
- 1983 Четвёртый мужчина — Кристина Халсслаг
- 1982 Холодные озера смерти
- 1982 Внутри Третьего Рейха — Ева Браун
- 1981 Девушка с рыжими волосами
- 1979 Заводные (Spetters) — Фиентье
- 1978 Пастораль 1943 — Мари Бовенкамп